# 茨沃尼茨河

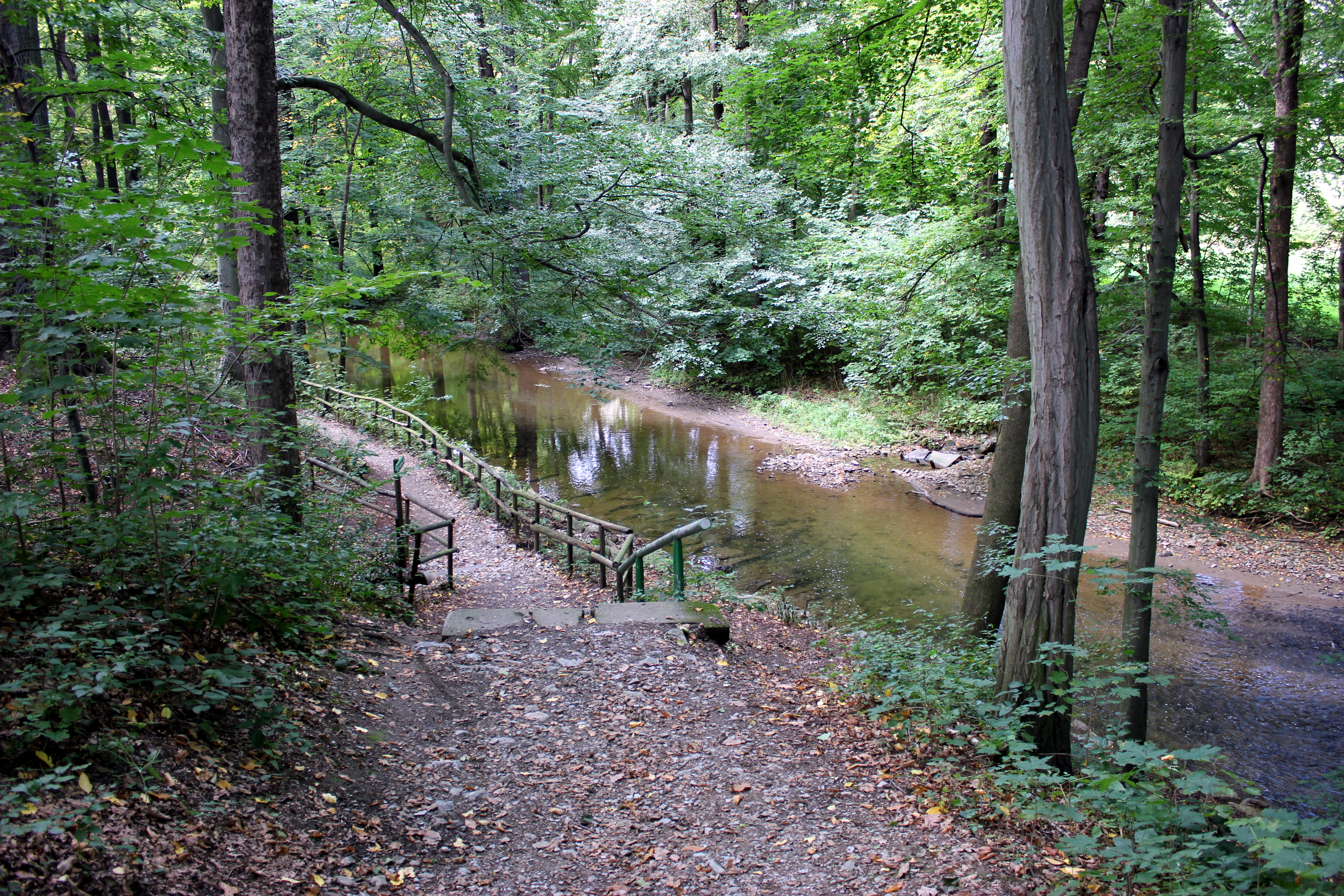

50°47′23″N 12°55′26″E / 50.7897°N 12.9239°E
茨沃尼茨河（德語：Zwönitz，發音：[ˈtsvøːnɪts] ⓘ）是德國的河流，位於該國東部，流經薩克森自由州，屬於開姆尼茨河的支流，河道全長39公里，流域面積144平方公里，河口處在開姆尼茨。